# مایکل کوپر (بازیکن فوتبال)
مایکل کوپر (انگلیسی: Michael Cooper؛ زادهٔ ۸ اکتبر ۱۹۹۹) بازیکن فوتبال است.
از باشگاه‌هایی که در آن بازی کرده‌است می‌توان به باشگاه فوتبال پلیموث آرگیل اشاره کرد.